# 3-(3,4-di-hidroxifenil)lactamida
3-(3,4-Diidroxifenil)lactamida ou 3-(3,4-diidroxifenil)-2-hidroxipropanamida é o composto orgânico de fórmula C9H11NO4, SMILES O=C(N)C(O)Cc1cc(O)c(O)cc1 e massa molecular 197,187897. Apresenta ponto de ebulição de 525,531 °C a 760 mmHg, densidade de 1,468 g/cm3 e ponto de fulgor 271,632 °C.